# X戰警2
《X戰警2》是一部於2003年上映的美國超級英雄電影，改編自漫威漫畫旗下的同名超級英雄團體X戰警的故事，本片是2000年電影《X戰警》的續集，亦是X戰警電影系列第二部電影作品。本片由布萊恩·辛格執導，麥可·道格堤、丹·哈里斯和大衛·海特撰寫劇本，並由休·傑克曼、派崔克·史都華、伊恩·麥克連、芳姬·詹森、詹姆斯·馬斯登、艾倫·康明、安娜·派昆、荷莉·貝瑞、尚恩·艾希摩、胡凱莉、麗貝卡·羅梅恩和艾倫·史丹佛主演。
本片的劇情取源於圖文小說《X戰警：上帝博愛，世人相伐》，關於X戰警與敵人變種人兄弟會結盟，聯合對抗實行種族滅絕的威廉·史崔克上校，他突襲X教授的變種人學校並製造出一部新的腦波強化機，企圖消滅地球上的所有變種人。本片在首集殺青後不久便已經開始製作，大衛·海特和塞克·潘分頭擬稿，再結合彼此認為最好的要素加進電影劇本裡。麥可·道格堤和丹·哈利斯作最終劇本修改定案，增減角色包括野獸、天使和死亡女，顧慮到預算問題也刪除了哨兵機器人，開頭的訓練室模擬實戰場景亦大幅縮剪。
本片由2002年6月開拍至11月，大部分拍攝場景在加拿大溫哥華的電影片場和位於美國洛杉磯的大型攝影棚，製作設計盡可能也維持前作的基調。《X戰警2》於2003年5月2日發行，獲得了影評人的積極評價，大多讚譽本片的故事情節及動作序列。而且在當時被認為是有史以來最好的漫威漫畫改編電影。票房總計約4.07億美元，成為一個關鍵的成功，而且本片還獲得了8項土星獎的提名。

## 劇情
一名具有快速瞬間移動能力的神秘變種人藍惡魔獨自闖入白宮，試圖近距離刺殺美國總統卻敗逃。另一方面，羅根來到加拿大艾伯塔省，試圖搜尋他記憶中位於亞克萊湖旁的一座廢棄軍事基地，卻沒有找到任何有關他身世的線索。之後，羅根返回查爾斯·賽維爾的變種人學校，與戰友小淘氣、琴·葛雷、獨眼龍、暴風女等人團聚，而查爾斯當時正在使用腦波強化機尋找藍惡魔，得知他的藏身處後指派琴和暴風女去找他，自己與獨眼龍前去探望被關起來的昔日敵人艾瑞克·藍歇爾。
美軍上校兼科學家威廉·史崔克負責調查藍惡魔襲擊案，得到總統的授權後得知查爾斯的變種人學校地點。而當時在白宮變形冒充成已故羅伯特·凱利參議員的魔形女，懷疑史崔克有所隱瞞後暗中潛入他的機構，查出艾瑞克的囚禁地點時，還發現另一台腦波強化機的草圖。暴風女和琴在一座廢棄教堂中找到藍惡魔，卻發現他對襲擊完全一無所知，於是發現他可能曾經遭人洗腦而襲擊總統。當查爾斯和獨眼龍前去探望艾瑞克時，艾瑞克交代他已對史崔克全盤交代一切秘密，而史崔克的日裔變種人秘書大山百合子這時現身將他們倆擒獲。史崔克領軍攻入變種人學校，擄走幾名變種小孩，大部分小孩全部跟隨鋼人從秘密逃生地道逃脫。當羅根見到史崔克時感覺到他似曾相識後，在小淘氣、冰人和火人的掩護下開車逃離學校。
魔形女靠色誘艾瑞克牢房的一名警衛，趁他睡覺時在他體內注入大量鐵，而他隔天回去牢房送食物時，艾瑞克輕易從他的血液中吸出所有鐵、獲得少許金屬後逃離監禁。同時，冰人帶領羅根等人回到他位於波士頓的老家，但冰人的弟弟因為對變種人有敵意而報警叫來警察，導致火人差點失控放火燒死所有警察。這時，暴風女和琴開著X戰機趕到後將他們接走，但飛行途中遭到軍方戰鬥機的攻擊，即使暴風女製造龍捲風擺脫戰鬥機，但X戰機還是被擊落，所幸艾瑞克及時在他們即將墜毀前救下所有人。艾瑞克對眾人解釋史崔克是幕後黑手，揭露他事先策劃總統襲擊來讓他自己獲得進攻變種人學校的權利，真正目的是要取得他研製的第二台腦波強化機的所需材料，最後透過遭俘虜的查爾斯進行操縱，藉以用腦波令全球的變種人滅絕。艾瑞克還揭發史崔克的秘密武器是其子傑森·史崔克、又稱「幻象大師」，表示藍惡魔襲擊總統時就是被他所操縱，最後交代史崔克同是往羅根體內灌輸亞德曼金屬的始作俑者。
為了阻止史崔克的計劃，琴靠讀取藍惡魔的大腦後得知史崔克身在亞克萊湖旁邊的軍事基地，因藏於地下才沒有被羅根發現。經過魔形女的臥底滲透後，眾人攻入基地分頭行動，暴風女和藍惡魔合作救出被綁架的變種小孩，琴則獨自對抗被洗腦而失去理智的獨眼龍，雖然成功擊敗他並讓他恢復自我，但兩者的打鬥卻重創基地旁的水壩構造。羅根一人找到當初他接受注入金屬的手術臺，開始回憶起一切時，史崔克派出擁有金屬長指甲的百合子對抗他，羅根最後則將手術臺上沒用完的金屬注入她的身體中，使她身體內部灌滿金屬致死。這時，查爾斯被傑森的幻象術誘導而發動腦波強化機，使所有變種人開始劇烈頭痛，所幸艾瑞克及時開閘門阻止查爾斯，然而卻將計就計逆轉史崔克的方法，讓傑森操縱查爾斯將目標設為全世界的人類。
強化機再次發動，全人類包括剛想搭直升機逃跑的史崔克開始劇烈頭痛，暴風女讓藍惡魔冒險將她瞬間移動至強化機室的內部，進去後靠製造雪暴打破傑森的幻象，停止強化機後救出查爾斯。艾瑞克和魔形女找到史崔克後將他用鐵鏈五花大綁至一旁，準備開史崔克的直升機離開前，收留打算加入他們陣營的火人。眾人火速從後門離開基地後回到X戰機上，羅根找到史崔克後，拽下他脖子上的金剛狼軍牌並任其等死。史崔克大言不慚地揚言「總有一天會有人完成自己未盡的事業」，最後隨著水壩坍塌而被洪水吞沒。
由於X戰機受損嚴重而一時無法起飛，背對眾人的琴決定做出自我犧牲來到外面，釋放體內的全部力量抬起戰機高過水面，最後一同消失在洪水中而英勇犧牲。查爾斯領導著所有X戰警來到白宮，把在基地中獲取的史崔克為此次行動做的計畫文件交給美國總統，奉勸他人類和變種人應該齊心協力。回到學校後，眾人重開學校後迎接孩子們歸來；因為琴的死，羅根和獨眼龍都被抹上難以忘卻的悲痛，但他們很快都振作起來度過難關。這時在亞克萊湖，一個類似金色鳳凰的影子開始浮現在水面上。

## 演員
| 演員                                | 角色                           |
| ----------------------------------- | ------------------------------ |
| 休·傑克曼 Hugh Jackman              | 金鋼狼 Wolverine               |
| 派崔克·史都華 Patrick Stewart       | X教授 Professor Charles Xavier |
| 伊恩·麥克連 Ian McKellen            | 萬磁王 Magneto                 |
| 芳姬·詹森 Famke Janssen             | 琴·葛雷 Jean Grey              |
| 詹姆斯·馬斯登 James Paul Marsden    | 獨眼龍 Cyclops                 |
| 安娜·派昆 Anna Paquin               | 小淘氣 Rogue                   |
| 尚恩·艾希摩 Shawn Ashmore           | 冰人 Iceman                    |
| 艾倫·史丹佛 Aaron Stanford          | 火人 Pyro                      |
| 麗貝卡·羅梅恩 Rebecca Romijn-Stamos | 魔形女 Mystique                |
| 荷莉·貝瑞 Halle Maria Berry         | 暴風女 Storm                   |
| 布萊恩·考克斯 Brian Cox             | 威廉·史崔克 William Stryker    |
| 艾倫·康明 Alan Cumming              | 藍惡魔 Nightcrawler            |
| 胡凱莉 Kelly Ann Hu                 | 死亡女 Lady Deathstrike        |

## 製作

### 編劇
基於《X戰警》的評價及財務的成功，使二十世紀福斯立刻開始計畫續集。從2000年11月開始，布萊恩·辛格研究了X戰警漫畫系列的各種故事情節，表示想研究「人類觀點，那種煽動戰爭和恐怖主義的盲目狂怒」。且辛格指出，電影需要一名「人類惡棍」。製片人艾維·亞拉宣布計畫於2002年11月發行，而大衛·海特和塞克·潘被聘請為電影撰寫獨立的劇本，再結合彼此認為最好的要素結合成一部最終的劇本。
麥可·道格堤和丹·哈里斯在2002年2月被雇用改寫海特和潘的劇本，拒絕了撰寫《下一個就是你：血腥瑪麗》的劇本的機會。天使與野獸早期出現在草案中，但最後被刪除了。

### 拍攝
製片人羅倫·舒勒·唐納曾希望在2002年3月開始拍攝，但是直到2002年6月17日才在溫哥華開拍，直到11月才結束。且劇組在38個地點使用了64個不同的位置。

## 發行

### 評價
爛番茄新鮮度86%，基於235條評論，平均分為7.5/10，而在Metacritic上得到68分，收穫普遍好評。

### 票房
北美地區在2003年5月2日首映，上映後首週末在3,749家劇院累積了85,558,731美元的票房，最終北美票房高達214,949,694美元，其他地區收入192,761,855美元，全球票房總計407,711,549美元，成為一個票房上的成功，因票房較成本高了三倍。電影同時在93個國家首次亮相，為當時最大的北美及國際開業紀錄。此外，《X戰警2》是考慮通貨膨脹中，漫威改編電影票房第13高的電影，也是2003年票房第六高的電影。

### 家庭媒體
《X戰警2》的DVD於2003年發行，兩張光碟包括超過3小時的特別收錄。

## 續集
在第二部電影的成功下，續集《X戰警：最後戰役》於2006年上映。而布萊恩·辛格離開導演一職，改由布萊特·拉特納執導。

## 外部連結
- 互联网电影数据库（IMDb）上《X戰警2》的资料（英文）
- AllMovie上《X戰警2》的资料（英文）
- 爛番茄上《X戰警2》的資料（英文）
- Metacritic上《X戰警2》的資料（英文）
- Box Office Mojo上《X戰警2》的資料（英文）